# 鷲尾麻衣
鷲尾 麻衣 (わしお まい、1980年11月7日- )は、日本の声楽家・オペラ歌手 (ソプラノ)。二期会会員。2018年から平成音楽大学非常勤講師を務める。

## 来歴
神奈川県出身。私立田園調布雙葉学園を経て、東京藝術大学音楽学部声楽科卒業。新国立劇場オペラ研修所第7期修了。文化庁派遣芸術家在外研修員としてニューヨーク、ロームミュージックファンデーション特別研究生としてロンドンに留学。第26回飯塚新人音楽コンクール第1位受賞、セント・アンドリューズ国際コンクール優勝(カナダ)、第7回東京音楽コンクール第2位受賞など国内外での受賞多数。
渡米後、ニューヨーク・ハンターカレッジにて『安寿と厨子王』安寿役で主演し、ニューヨーク・タイムズ紙に「ソプラノ鷲尾麻衣は傑出していた」と絶賛される。続いてプエルトリコIVAI『魔笛』(メトロポリタンオペラ ポール・ナドラー指揮)にて夜の女王役を好演。また、カナダの日加修好80周年記念ガラ・コンサート(ルイス・ダルヴィット指揮)に出演、その模様は現地のテレビ放映により話題を呼んだ。2008年にはカーネギーホールにて、オーケストラコンサートのソリストとしてデビュー。
新国立劇場オペラ研修所公演『カルメル会修道女の対話』コンスタンス役、横浜みなとみらいホール『フィガロの結婚』ケルビーノ役(ミヒャエル・ハンペ演出)及び『こうもり』アデーレ役、サントリーホールオペラ・アカデミー『愛の妙薬』ジャンネッタ役及び『コジ・ファン・トゥッテ』デスピーナ役、京王オペレッタフェスタ『メリー・ウィドウ』ヴァランシェンヌ役、東京二期会『魔笛』パパゲーナ役(故・実相寺昭雄演出)、東京文化会館オペラBOX『奥様女中』セルピーナ役、5都市共同制作公演 東京芸術劇場他『カルメン』フラスキータ役などでニコラ・ルイゾッティ、テオドール・グシュルバウアー、ジェローム・カルタンバックなどの指揮者と共演をしている。
2011年に日生劇場『三銃士』でミュージカルデビュー。2015年には宮川彬良作曲、『歌劇ブラック・ジャック』に出演し活躍の場を広げている。(2016年再演)
また、東京フィル、東響、新日本フィル、日本フィル、読響、台北市立交響楽団など数多くのオーケストラと共演し、ベートーヴェン「第九」「ミサ・ソレムニス」、マーラー「交響曲第4番」「リュッケルト歌曲集」、モーツァルト「レクイエム」、フォーレ「レクイエム」、ラター「マニフィカト」のソリストとしても活躍。2015年には九州交響楽団とニューイヤーコンサート九州ツアーで8公演に出演。
新国立劇場『ドン・ジョヴァンニ』ツェルリーナ役では、安定した歌唱、演技、際立った存在感で聴衆を魅了し、さらに注目を集める存在となった。以後、同劇場『こうもり』『魔笛』、東京芸術劇場『ドン・カルロス』、横浜みなとみらいホール『コジ・ファン・トゥッテ』「ジルベスターコンサート」、ニッセイ名作シリーズ 日生劇場他『ヘンゼルとグレーテル』、NHK-FM「リサイタル・ノヴァ」、NHK音楽祭「オープニング・コンサート」、小澤征爾音楽塾『こうもり』、東京文化会館オペラBOX『魔笛』、アンドレア・バッティストーニ指揮『イリス』などに出演し、高い評価を得ている。
最近では、東京芸術劇場『真珠とり』、トヨタコミュニティコンサート『ラ・ボエーム』での主演や、佐渡裕指揮「サントリー1万人の第九」ソプラノソロ、テレビ朝日系列「題名のない音楽会」をはじめ、バーンスタイン『ミサ』、横浜みなとみらいホール「バーンスタイン生誕100周年記念演奏会」、ミハイル・プレトニョフ指揮 ロシア・ナショナル管弦楽団『イオランタ』、全国共同制作プロジェクト 東京芸術劇場他『ドン・ジョヴァンニ』、宮崎国際音楽祭への出演など、活躍著しい注目のソプラノ。

## 受賞歴
- 2004年 - 第18回TIAA全日本クラシック音楽コンサート 優秀賞
- 2007年 - 第26回飯塚新人音楽コンクール 声楽部門第1位
- 2008年 - St. Andrews Arts Council 2008 International Aria Competition 優勝、3rd Annual Little Italy Soprano Vocal Competition 第3位
- 2009年 - 第7回東京音楽コンクール 声楽部門第2位
- 2010年 - 第8回チェコ音楽コンクール"2010" 声楽部門第2位

## ディスコグラフィー
アルバム
- マイ・ワールド ―Mai World― (オクタヴィア・レコード EXTON:OVCL-00613　2017年1月25日発売 iTunes　2017年4月5日リリース)

1. アヴェ・マリア　(J.S.バッハ／グノー)
2. あなたが欲しい　(サティ)
3. エンパイア劇場のプリマドンナ　(サティ)
4. クロリスに　(アーン)
5. アヴェ・マリア　(ルッツィ)
6. 浜辺の歌　(成田為三)
7. くちなし　(髙田三郎)
8. 星とたんぽぽ　(穴見めぐみ／作詞：金子みすゞ)
9. 蛙(かえろ)　(穴見めぐみ／作詞：金子みすゞ)
10. 夜ふけの空　(穴見めぐみ／作詞：金子みすゞ)
11. このみち　(穴見めぐみ／作詞：金子みすゞ)
12. ふるさとは　(池辺晋一郎／作詞：室生犀星)
13. この清潔で愛らしい宿よ (歌劇「リタ」より)　(ドニゼッティ)
14. 乾杯の歌 (歌劇「椿姫」より)　(ヴェルディ)*
15. 翼をください　(村井邦彦／作詞：山上路夫／編曲：穴見めぐみ)
16. 糸　(中島みゆき／作詞：中島みゆき／編曲：穴見めぐみ)

　 鷲尾麻衣 (ソプラノ)、穴見めぐみ (ピアノ)、秋川雅史 (テノール)*

　 曲目解説･日本語訳：鷲尾麻衣
- べートーヴェン：ミサ・ソレムニス (ユニバーサルミュージックジャパン molt fine:MF22315　2018年6月15日発売)

　　曲　目：ミサ・ソレムニス ニ長調 作品123 － エルンスト・ヘルトリヒ校訂 カールス原典版 (2010)

　　　　　　 (2017年10月9日 サントリーホール大ホール ライヴ・レコーディング)

　　指揮者：樋口隆一

　　演奏者：鷲尾麻衣 (ソプラノ)

　　　　　　寺谷千枝子 (メゾ・ソプラノ)

　　　　　　ジョン・エルウィス (テノール)

　　　　　　河野克典 (バリトン)

　　　　　　桐山建志 (コンサートマスター/ソロ・ヴァイオリン)

　　楽　団：明治学院バッハ・アカデミー合唱団・合奏団

## メディア出演
- 新国立劇場 オペラ研修所 - オペラ研修所公演「アルバート・ヘリング」研修生インタビュー (3月3日)
- 朝日新聞 - 第26回飯塚新人音楽コンクール 本選出場者紹介 声楽部門 (6月2日)
- 朝日新聞 - 自分らしさに評価 飯塚音コン (6月4日)
- よみタイム Vol.74 - ハーモニヤ・オペラ・カンパニー26周年記念、11月9日に「安寿と厨子王」を公演 (10月5日発行)
- The New York Times - MUSIC REVIEW | HARMONIA OPERA COMPANY (11月12日)

- 外務省 日加修好80周年 - 開催イベント St. Andrews Arts Council Gala Festival Concert CHCT-TV (8月9日)

- NPO法人鳴門「第九」を歌う会 - 第29回第九演奏会 ソリスト・オーディション 審査結果 (12月16日)

- 衛星デジタルラジオ ミュージックバード「ザ・ジェイド ひすい色の時刻(とき)」 (5月2日) ※クリスターレ☆での出演
- NPO法人鳴門「第九」を歌う会 公式ブログ - “アリアと第九の祭典”開幕 (6月5日)
- 徳島新聞 -「第九」の歌声、力強く　公募ソリスト聴衆魅了 (6月6日)
- パルテノン多摩 - パルテノン多摩ニュー・イヤー・コンサート 2011 (11月10日) ※メッセージ
- 日生劇場 - ファミリーフェスティバル2011　ミュージカル三銃士 プロフィール 鷲尾 麻衣編 (12月1日)
- 日生劇場 YouTube公式チャンネル - 日生劇場版 ミュージカル三銃士 (12月22日)

- 日生劇場 YouTube公式チャンネル - 日生劇場版 ミュージカル三銃士　写真撮影会 (1月5日)
- ぶらあぼ 2011年5月号 - 二期会WEEK in サントリーホール2011 (4月18日発行)
- 二期会21 YouTube公式チャンネル - 二期会Week in サントリーホール2011【第1夜】「ダークヒルズ恋愛白書」 (4月24日)
- Praylist.jp「Amazing Grace & Message from Cristalle」 (5月11日) ※クリスターレ☆での出演
- 日生劇場 YouTube公式チャンネル - 日生劇場 ミュージカル 三銃士　公演終了！ (7月28日)
- BARKS - 日本オペラ界のトップスターが「チャリティ・オペラ・コンサート」に集結 (8月1日)

- 北國新聞 - 新演出で「カルメン」 OEKあす金沢で公演 (11月20日)

- 音楽現代 2013年7月号 - 特集 今、注目の若手アーティストたち (6月15日発売)
- ラジオNIKKEI「寺沢龍二のCruising music」 (12月31日) ※ロンドンでのコンサートから「クロリスに」

- WEBぶらあぼ ANNEX - 二期会WEEK＠サントリーホール2014　第六日 Concert for KIDS ～3才からのクラシック～ (2月19日)
- FM salus「Afternoon SALUS」(6月18日)
- NHKオンライン「リサイタル・ノヴァ」- ノヴァの皆さん リサイタル・ノヴァから ～7つの質問～ (9月29日)
- NHKウイークリーステラ 2014年10月10日号 -「リサイタル・ノヴァ」 (10月1日発売)
- NHK-FM「リサイタル・ノヴァ」鷲尾麻衣(ソプラノ)、朴令鈴(ピアノ) (10月5日、再放送10月10日)
- 新国立劇場 オペラ - オペラ『ドン・ジョヴァンニ』関連番組の放送のお知らせ(10/19「OTTAVA」) (10月10日)
- インターネットラジオ OTTAVA「OTTAVA Domenica」(10月19日、再放送10月25日)
- アクロス福岡 - アクロス福岡情報誌「ACROS」2015年1月号 (12月1日発行)
- インターネットラジオ OTTAVA「OTTAVA Salone」OTTAVA第2の開局記念ガラ・コンサート (12月2日) ※抜粋
- ニコニコ動画「OTTAVAチャンネル」OTTAVA第2の開局記念ガラ・コンサート前半・後半 (12月5日～12月31日) ※期間限定、月間オンデマンド
- NPO法人抱樸 公式ブログ - ひまわりチャリティコンサートを開催しました (12月8日)

- 長崎放送「あっぷる」 (1月9日)
- 新国立劇場 オペラ - 『こうもり』リハーサルの進行は絶好調！笑顔で楽しい稽古場の模様とお届けします！ (1月21日)
- 新国立劇場 オペラ - オペラ『ドン・ジョヴァンニ』ラジオ放送のお知らせ (1月22日)
- Billbord JAPAN - シャンパンの泡のような華やかさ、ウィーン生まれのオペレッタ『こうもり』新国立劇場にて公演間近 (1月23日)
- おけぴネット - 新国立劇場 オペレッタ『こうもり』稽古場レポ (1月25日)
- NHK-FM「オペラ・ファンタスティカ」-新国立劇場公演“ドン・ジョヴァンニ”- (2月13日)
- ヨコハマ・アートナビ YouTube公式チャンネル - 鑑賞マナーCM「気軽にオペラ！コジ・ファン・トゥッテ 2015.4/3(FRI)・4/4(SAT) 出演者による」 (2月17日)
- NHK-FM「リサイタル・ノヴァ」-支配人が振り返るこの1年- (3月29日、再放送4月3日)
- WEBぶらあぼ - 横浜みなとみらいホール 小ホールオペラシリーズ 気軽にオペラ！《コジ・ファン・トゥッテ》 (4月2日)
- ハンナ 2015年7月号 - 若手の発掘・育成・支援を担う 東京音楽コンクール (6月18日発売)
- MotionGallery - マメヒコピクチャーズの新作映画『ゲーテ診療所』制作プロジェクト Vol.9 キャスト発表 (7月7日)
- 映画.com - マメヒコ3作目「ゲーテ診療所」“コーヒーと一緒に見てもらいたい” (7月8日)
- NHKネットクラブ - NHK音楽祭2015 公開番組・イベント　オープニング・コンサート (7月31日)
- MotionGallery - マメヒコピクチャーズの新作映画『ゲーテ診療所』制作プロジェクト Vol.21 心の揺らぎが、描かれてます。初回本読みでした。 (8月3日)
- 静岡新聞 - 浜松市民オペラ『ブラック・ジャック』練習励む (8月26日)
- 中日新聞 - 迫力演技で手塚ワールド堪能 浜松市民オペラ (8月31日)
- オペラ･エクスプレス - 創作に5年!!総勢200名の市民参加型オペラ―――浜松市民オペラ　宮川彬良作曲《ブラック・ジャック》世界初演【公演レポート】 (9月25日)
- NHKクラシック - FMクラシック番組の顔が勢ぞろい！NHK音楽祭オープニングコンサート2015 (9月25日)
- NHK-FM「NHK音楽祭2015 オープニング・コンサート」 (9月30日)
- MotionGallery - マメヒコピクチャーズの新作映画『ゲーテ診療所』制作プロジェクト Vol.77 鷲尾麻衣さん：出演者インタビュー (10月9日)
- ハンナ 2015年11月号 - 浜松市民オペラ『ブラック・ジャック―時をめぐる3章―』 (10月19日発売)
- 兩岸文創誌 SmartCulture - 飯森範親&鷲尾麻衣 聯手演繹馬勒之歌 (12月17日)

- 新国立劇場 オペラ - オペラ『魔笛』順調に稽古が進行しております！！ (1月14日)
- 毎日新聞 - 新国立劇場「魔笛」キャスト　パパゲーナ：鷲尾麻衣 (1月15日)
- Walkerplus - オペラ『魔笛』が始まりました (1月25日)
- SPICE -【速報】新国立劇場「魔笛」開幕レポート (1月25日)
- Billboard JAPAN - 新国立劇場、モーツァルト『魔笛』二日目レポート (1月29日)
- 在サウジアラビア日本国大使館 - 日サ外交関係樹立60周年記念音楽会の開催 (3月15日)
- 毎日新聞 - オペラ財団設立 東京から世界へ 千代田でお披露目会 (5月17日)
- マメヒコピクチャーズ「ゲーテ診療所 とうさんのティラミス」木野カスリ役 (5月21日,22日 沖縄まーさん映画祭、6月24日～9月4日 カフェマメヒコ宇田川町店ウーダ劇場)
- ラジオマメヒコ「Sull'aria'16 vol.21」枠に収まらない魅力 (5月27日)、「Sull'aria'16 vol.22」海外でやるならば (6月3日)
- ステージナタリー - 歌劇ブラック・ジャック 長谷川寧の新演出で再演、宮川彬良が自ら伴奏 (6月27日)
- 毎日新聞 - ヌッツォさんら熊本地震義援金寄託 渋谷で慈善コン (7月8日)
- ロームシアター京都 - 機関誌『highlight』特別版 オープニングリポート夏号 (7月15日発行)
- 2.5news - 歌劇 BLACK JACK (8月20日)
- music.jpニュース - 「関ジャニ∞のTheモーツァルト」新妻聖子の3連覇阻止にMay'n、北川大介、erica、青木隆治、當山みれい、鷲尾麻衣ら (9月5日)
- ザテレビジョン - 関ジャニの前で新妻聖子が“カラオケ王”3連覇に挑む (9月5日)
- music.jpニュース - 関ジャニ村上・安田・大倉「カラオケ王No.1決定戦」に感動＆興奮「コンサートが終わったかのような疲労感が(笑)」 (9月16日)
- 中日新聞 - 歌劇ブラック・ジャック 手塚ワールド 新演出 (9月16日)
- 中日新聞 - 天才外科医、新たな演出 アクトで歌劇ブラック・ジャック (9月19日)
- 静岡新聞 - 歌劇ブラック・ジャック 好評で再公演 浜松・中区 (9月21日)
- テレビ朝日 YouTube公式チャンネル - 関ジャニ∞のTheモーツァルト 音楽王No.1決定戦 ～鷲尾麻衣～ (9月25日) ※非公開化
- テレビ朝日系列「関ジャニ∞のTheモーツァルト 音楽王No.1決定戦」 (9月30日)
- 2.5news -【インタビュー】歌劇『BLACK JACK』 作曲家・宮川彬良さん、演出家・長谷川寧さん特別インタビューも収録！ (10月6日)
- 和光市 報道発表資料 - 日本を代表するオペラ歌手による、青少年へのオペラ稽古場見学会 (11月10日)
- 日本海新聞 - 歌劇ブラックジャック (11月11日)
- NHK「首都圏ニュース」本格的オペラ歌手の稽古を公開 (11月19日)
- NHK-FM横浜「横浜サウンド☆クルーズ」横浜みなとみらいホールのバックステージツアー (11月21日)
- REDS WAVE「吉武大地の未来(みら)くるミュージック！」 (12月1日,8日、再放送12月2日,9日)
- WEBぶらあぼ - 横浜みなとみらいホール ジルヴェスターコンサート2016～2017 (12月15日)

- 新国立劇場 YouTube公式チャンネル - 新国立劇場2017/2018シーズン　オペララインアップ動画 (1月18日) ※こうもり2015年公演、イーダ役
- ラジオマメヒコ「Sull'aria'17 vol.04」見えぬけれどもあるんだよ (2月3日)、「Sull'aria'17 vol.05」武道館でコンサートを (2月10日) ※リンク切れ
- JFN系列「LaLaLa クラシック～教えてマエストロ！」 (2月5日,12日,19日,26日) ※2月ゲスト
- タワーレコード渋谷店 - 鷲尾麻衣/ミニライヴ＆サイン会 (3月11日) ※『Mai World』インストア・イベント
- 山形新聞 - 喜び満ちた音色響く 山形・山響定演 山響定演評 ベートーベンらしさ随所に (3月26日)
- 音楽現代 2017年5月号 - プレビュー・インタビュー (4月15日発売)
- オペラ・エクスプレス - 鷲尾麻衣デビューアルバム「マイ・ワールド　―Mai World―」―――「優しさ」をテーマに、疲れている時の癒しになるような、そんなアルバムになればという願いで作りました (5月7日)
- 大阪国際フェスティバル Youtube公式チャンネル - バーンスタイン「ミサ」に寄せて：鷲尾麻衣さん「次はいつ観られるかわかりません！」 (5月15日)、大阪国際フェスティバル 公式ブログ (5月19日) ※メッセージ
- レコード芸術 2017年6月号 - インタヴュー (5月20日発売)
- 大阪国際フェスティバル 公式ブログ - 「ミサ」リハーサル・レポート (6月30日)
- 朝日新聞 -「聞く耳持たぬ時代」への声 バーンスタインの舞台作品「ミサ」大阪で14･15日 (7月3日)
- WEBぶらあぼ -【稽古場レポートvol.1】大阪国際フェスティバル／バーンスタイン「ミサ」 (7月4日)
- SPICE - バーンスタインが自分自身を表した大作『ミサ』リハーサル見学レポート (7月6日)
- 北國新聞 - モーツァルトの美しい歌劇披露 きょうOEK定演 (7月8日)
- 北國新聞 - モーツァルト歌劇女声二重唱美しく OEK定期公演 (7月9日)
- WEBぶらあぼ -【稽古場レポートvol.2】大阪国際フェスティバル／バーンスタイン「ミサ」 (7月12日)
- 大阪国際フェスティバル 公式ブログ - バーンスタイン「ミサ」公演レポート (7月20日)
- 朝日新聞 -（評・音楽）バーンスタイン「ミサ」 作曲者自身の内面告白のよう (7月24日)
- 毎日新聞 - 九州豪雨　勇気と希望 心震わす 日本フィル演奏会 福岡 (9月26日)
- ハンナ 2017年11月号 - HANNA SPECIAL TALK31 鷲尾麻衣(ソプラノ)×佐藤正浩(指揮者) (10月18日発売)
- 一般財団法人東京都人材支援事業団 - 新春！ヴィヴァルディの「四季」を楽しむ Ｎ響メンバーによる弦楽アンサンブル (10月30日)
- オントモ・ヴィレッジ - N響による「新春！ヴィヴァルディの四季を楽しむ」開催！1,500名様を無料ご招待 (11月6日)
- WEBぶらあぼ - 第2回 オペラ歌手 紅白歌合戦 ～声魂真剣勝負～ (11月21日)
- 公益財団法人東京都歴史文化財団 - 東京芸術劇場コンサートオペラvol.5 ビゼー／歌劇『真珠とり』全3幕 ※演奏会形式 (12月1日)
- WEBぶらあぼ - 新日本フィルハーモニー交響楽団 ニューイヤー・コンサート2018 in すみだ曳舟　落語＆オーケストラ (12月19日)
- MBS･TBS系列「1万人の第九2017～日本中の想いが集う日～」 (12月23日他)
- 西日本新聞 - イブに響く　九響「第９」１８００人魅了 (12月25日)

- 音楽現代 2018年2月号 - インタビュー (1月15日発売)
- BSテレ東「エンター・ザ・ミュージック」ソプラノ・鷲尾麻衣の魅力 (1月15日)
- Tokyo Art Navigation - 東京芸術劇場コンサートオペラvol.5 ビゼー／歌劇『真珠とり』全3幕 ※演奏会形式 (1月24日)
- WEBぶらあぼ - interview 佐藤正浩(指揮)＆鷲尾麻衣(ソプラノ) (2月9日)
- 芸劇Channel - 東京芸術劇場コンサートオペラvol.5 ビゼー／歌劇『真珠とり』全3幕 レイラ役：鷲尾麻衣インタビュー サイネージ公開バージョン ノーカットバージョン (2月14日)
- テレビ朝日系列「題名のない音楽会」レナード・バーンスタインの音楽会 (3月24日、BS朝日3月25日)
- 公益社団法人企業メセナ協議会 - プッチーニ作曲 オペラ「ラ・ボエーム」全4幕　トヨタコミュニティコンサート in 茨城～茨響特別演奏会～ (4月1日)
- WEBぶらあぼ - 横浜みなとみらいホール開館20周年 井上道義(指揮) 神奈川フィルハーモニー管弦楽団 バーンスタイン生誕100周年記念演奏会 (4月25日)
- WEBぶらあぼ - 井上道義が語る、バーンスタイン (5月10日)
- 神奈川フィルハーモニー管弦楽団 公式Twitter - 定期演奏会2018-2019「Mozart Gala Concert」 (5月26日) ※メッセージ
- ジャパン・アーツ YouTube公式チャンネル - プレトニョフ指揮 ロシア・ナショナル管弦楽団「イオランタ」鷲尾麻衣ブリギッタ役 (ソプラノ) (6月3日) ※メッセージ
- WEBぶらあぼ - 全国共同制作プロジェクト《ドン・ジョヴァンニ》、井上道義指揮＆森山開次演出で上演 (6月25日)
- ステージナタリー - 歌劇「ドン・ジョヴァンニ」詳細発表、井上道義×森山開次が挑む“至極の踊るオペラ” (6月26日)
- シアターガイド - 井上道義×森山開次による『ドン・ジョヴァンニ』が上演 (6月26日)
- 観劇予報 - 森山開次を演出に迎え、モーツァルトのオペラ『ドン・ジョヴァンニ』を３都市で上演！ (7月2日)
- NPO法人抱樸 公式ブログ -「抱樸支援 ひまわりチャリティコンサート2018」開催報告 (7月9日)
- 北羽新報 - 能代オペラ音楽祭 聴衆を魅了 (8月27日)
- 広報のしろ取材日記 ～秋田県能代市～ - ～地域の方々に上質な音楽を～能代オペラ音楽祭第７回公演が行われました (8月29日)
- 平成音楽大学 - 音楽学科声楽講師　鷲尾 麻衣 (9月28日更新) ※アーティスト写真、プロフィール掲載
- オーバード・ホール Youtube公式チャンネル - ドン・ジョヴァンニ (10月3日) ※TV放映CM
- WEBぶらあぼ - ぶらあぼ2018年12月号【今月の表紙】 (11月18日)
- ステージナタリー - 歌劇「ドン・ジョヴァンニ」井上道義が森山開次に期待「僕の目に間違いない」 (11月27日)
- エントレ - 井上道義×森山開次　オペラ歌手と《身体》を見つめ直して作り上げる　歌劇『ドン・ジョヴァンニ』記者会見レポート (11月27日)
- チケットぴあ ニュース - 森山開次が生む新たな歌劇『ドン・ジョヴァンニ』会見 (11月28日)
- WEBぶらあぼ -【会見レポート】振付家・森山開次がオペラ初演出～全国共同制作プロジェクト《ドン・ジョヴァンニ》 (11月30日)
- ひびクラシック - 歌劇『ドン・ジョヴァンニ』記者会見「今回は大いに冒険します」 (11月30日)
- SPICE - 井上道義(総監督･指揮)×森山開次(演出･振付)が強力タッグを結成！　“踊るオペラ”『ドン・ジョヴァンニ』を東京・富山・熊本で上演 (12月1日)
- 新国立劇場 オペラ -『ドン・ジョヴァンニ』 (12月16日) ※2014年公演、ツェルリーナ役
- クラシカ・ジャパン - <全国共同制作プロジェクト>モーツァルト：歌劇『ドン･ジョヴァンニ』記者会見レポート（2018年11月27日東京芸術劇場ギャラリー2） (12月18日)
- BSテレ東「エンター・ザ・ミュージック」第九＆1年を振り返って (12月29日)
- 観劇予報 - 森山開次の演出・振付 モーツァルト歌劇『ドン･ジョヴァンニ』東京芸術劇場で上演！ 制作発表レポート (12月30日)

- 北日本新聞 -「踊るオペラ」の制作　指揮者井上道義 ダンサー森山開次 音楽と舞踊の異才挑む (1月11日)
- 新国立劇場 YouTube公式チャンネル - 新国立劇場オペラ『ドン・ジョヴァンニ』ダイジェスト映像 (1月22日) ※2014年公演、ツェルリーナ役
- WEBぶらあぼ -【舞台写真・コメント追加】井上道義指揮、森山開次演出《ドン・ジョヴァンニ》東京公演まもなく (1月23日)
- ステージナタリー - 歌劇「ドン・ジョヴァンニ」東京へ、森山開次「自分も踊り出してしまいそう」 (1月23日)
- チケットぴあ ニュース - 井上・森山が手掛ける歌劇『ドン・ジョヴァンニ』スタンディングオベーションで開幕 (1月23日)
- 小澤征爾音楽塾 - 小澤征爾音楽塾オペラ・プロジェクトXVIII　J.シュトラウスII世：喜歌劇「こうもり」 上演決定！ (3月17日) ※2016年公演、イーダ役
- テレビ朝日系列「関ジャニ∞のTheモーツァルト 音楽王No.1決定戦 特別編　女王・新妻聖子が復活！」 (3月31日) ※2016年出演映像
- BSテレ東「ワタシが日本に住む理由」～美空ひばりを敬愛する声楽家のロシア人～ (5月13日) ※友人として出演
- 宮崎日日新聞 - 一流の調べ児童堪能　子どものための音楽会 (5月15日)
- 宮崎日日新聞 - 青春の歌劇で華やかに閉幕　宮崎国際音楽祭 (5月20日)
- 板室温泉大黒屋 公式ブログ - 第195回 音を楽しむ会 (6月29日)
- 北羽新報 - 能代オペラ 美しい歌声で魅了 (8月26日)
- NHK-FM「オペラ・ファンタスティカ」宮崎国際音楽祭 歌劇「ボエーム」(演奏会形式) (8月30日)
- ロームシアター京都 - 小澤征爾音楽塾オペラ・プロジェクトXVIII　J.シュトラウスⅡ世：喜歌劇「こうもり」 (11月15日) ※2016年公演、イーダ役

2020年
- BSテレ東 YouTube公式チャンネル - 先生に呼び出されオペを諦めたらオペラになる!?　田尾下哲&鷲尾麻衣「おんがく交差点」 (1月24日)
- BSテレ東「おんがく交差点」田尾下哲・鷲尾麻衣　オペを諦めたらオペラになる!? (2月1日)